# Кілліан Шерідан
Кілліан Шерідан (англ. Cillian Sheridan; нар. 23 лютого 1989, Бейліборо) — ірландський футболіст, нападник клубу «Ягеллонія».
Виступав, зокрема, за клуб «Селтік», а також національну збірну Ірландії.
Дворазовий чемпіон Шотландії. Володар Кубка Болгарії. Дворазовий чемпіон Кіпру. Дворазовий володар Кубка Кіпру.

## Клубна кар'єра
Народився 23 лютого 1989 року в місті Бейліборо.
У дорослому футболі дебютував 2007 року виступами за команду клубу «Селтік», в якій провів три сезони, взявши участь у 14 матчах чемпіонату. За цей час виборов титул чемпіона Шотландії.
Згодом з 2009 по 2017 рік грав у складі команд клубів «Мотервелл», «Плімут», «Сент-Джонстон», ЦСКА (Софія), «Кілмарнок», АПОЕЛ та «Омонія».
До складу клубу «Ягеллонія» приєднався 2017 року. Відтоді встиг відіграти за команду з Білостока 14 матчів в національному чемпіонаті.

## Виступи за збірні
Протягом 2009–2010 років залучався до складу молодіжної збірної Ірландії. На молодіжному рівні зіграв у 10 офіційних матчах, забив 2 голи.
У 2010 році дебютував в офіційних матчах у складі національної збірної Ірландії. Наразі провів у формі головної команди країни 3 матчі.

## Титули і досягнення
- Чемпіон Шотландії (2):

«Селтік»: 2006—2007, 2007—2008
- Володар Кубка Болгарії (1):

ЦСКА (Софія): 2010—2011
- Чемпіон Кіпру (2):

АПОЕЛ: 2013–2014, 2014–2015
- Володар Кубка Кіпру (2):

АПОЕЛ: 2013–2014, 2014–2015
- Екстракляса ;«Ягеллонія» (Білосток)
  -  Срібний призер (2): 2016/17, 2017/18,